# Condado de Järva
El condado de Järva (en estonio: Järva maakond) o Järvamaa es el nombre de uno de los quince condados en los que está dividida administrativamente Estonia. Está situado en la parte central del país y limita con el condado de Lääne-Viru al este, el condado de Jõgeva al sureste, el condado de Viljandi al sur, el condado de Pärnu al suroeste, el condado de Rapla al oeste y el condado de Harju al norte. Su capital es Paide.

## Gobierno del condado
Cada uno de los condados de los que se compone el país es regido por un gobernador (en estonio: maavanem), elegido cada cinco años por el gobierno central. Desde 2006, dicho cargo está en manos de Üllar Vahtramäe.

## Municipios
El condado se subdivide en municipios. Hay un municipio urbano (estonio: linn - ciudad) y 11 municipios rurales (estonio: vallad - municipios) en el condado.
Municipios urbanos (población año 2011):
- Municipio de Paide 10,759

Municipios rurales:
- Municipio de Järva 8,984
- Municipio de Türi 10,918[1]

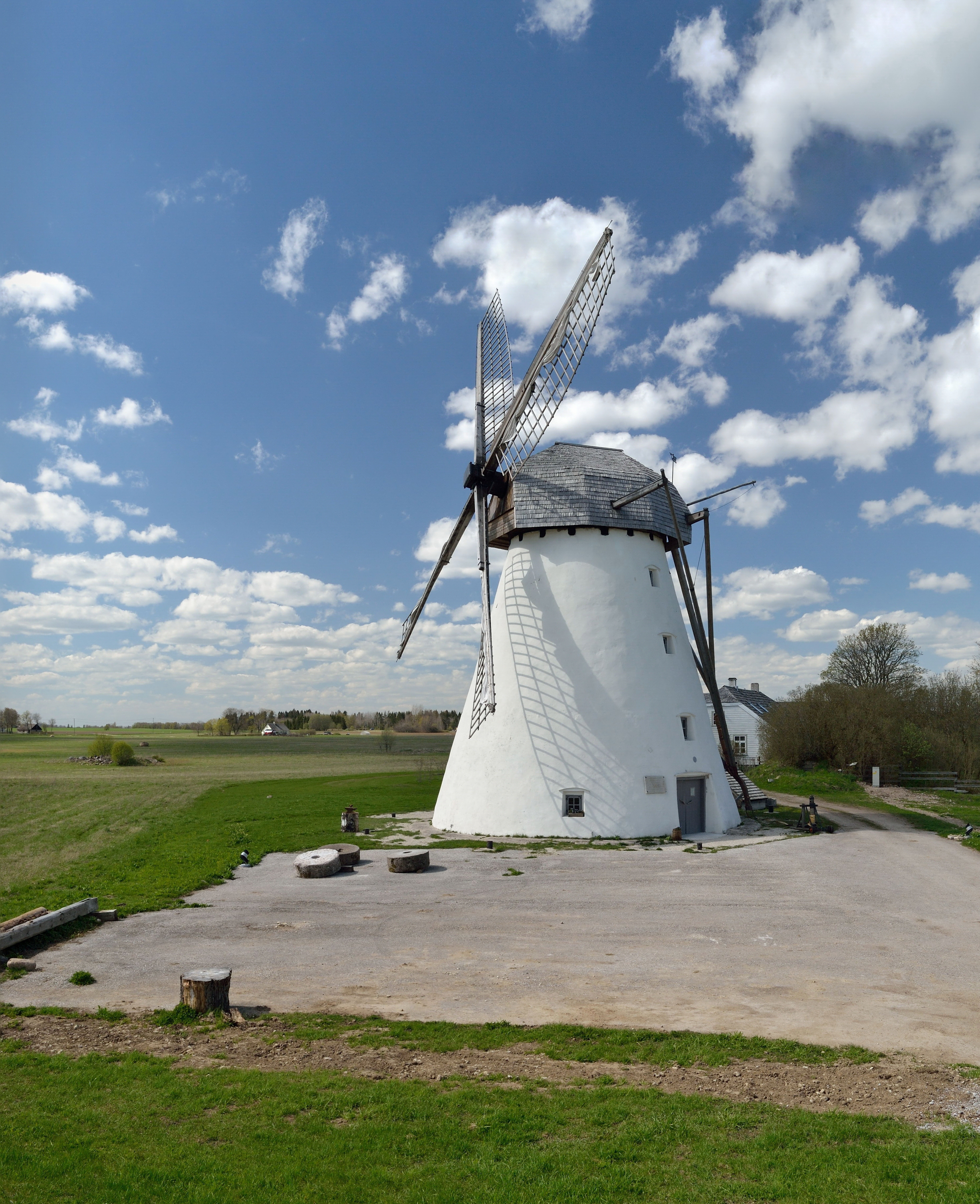
Seidla
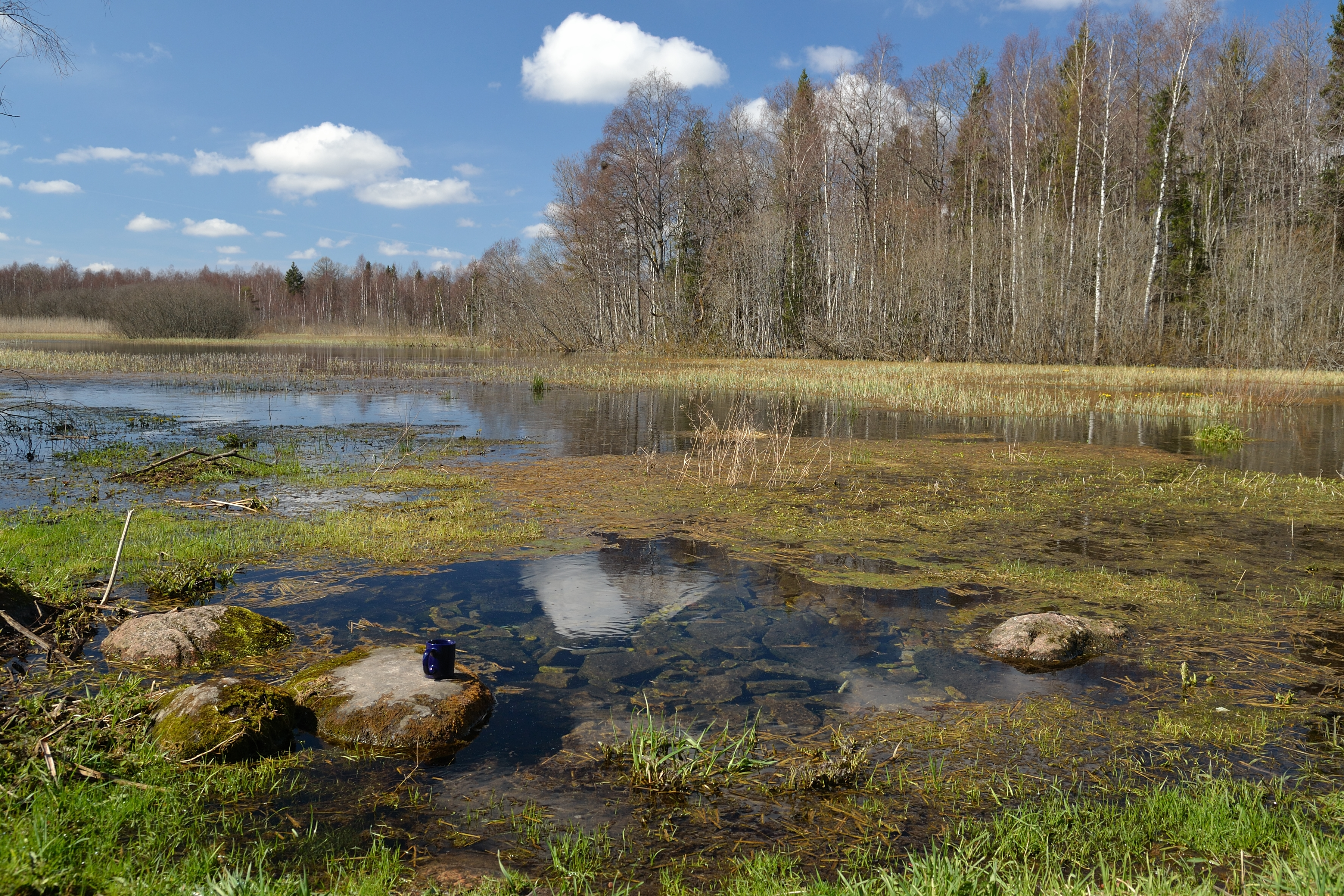
Esna
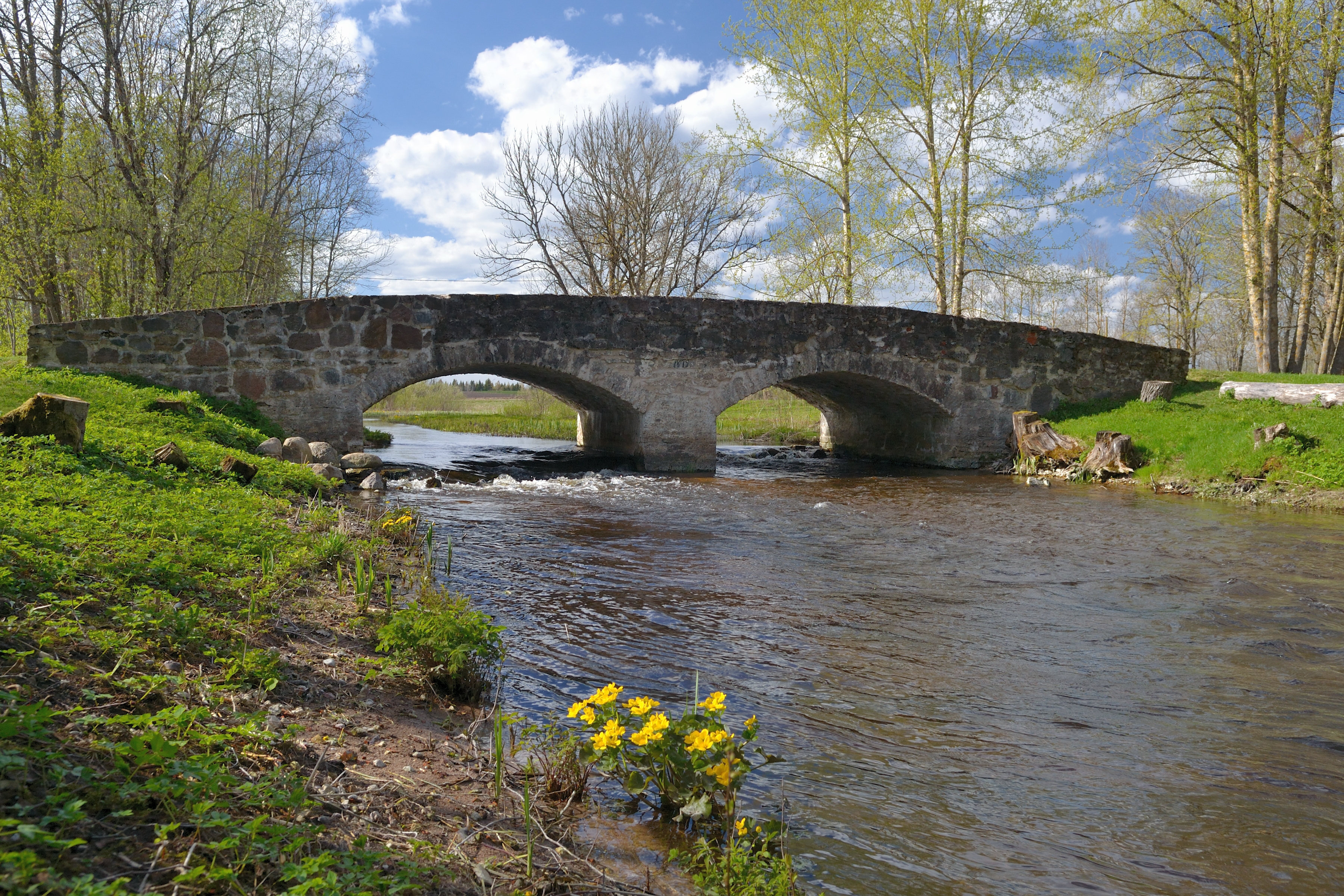
Albu
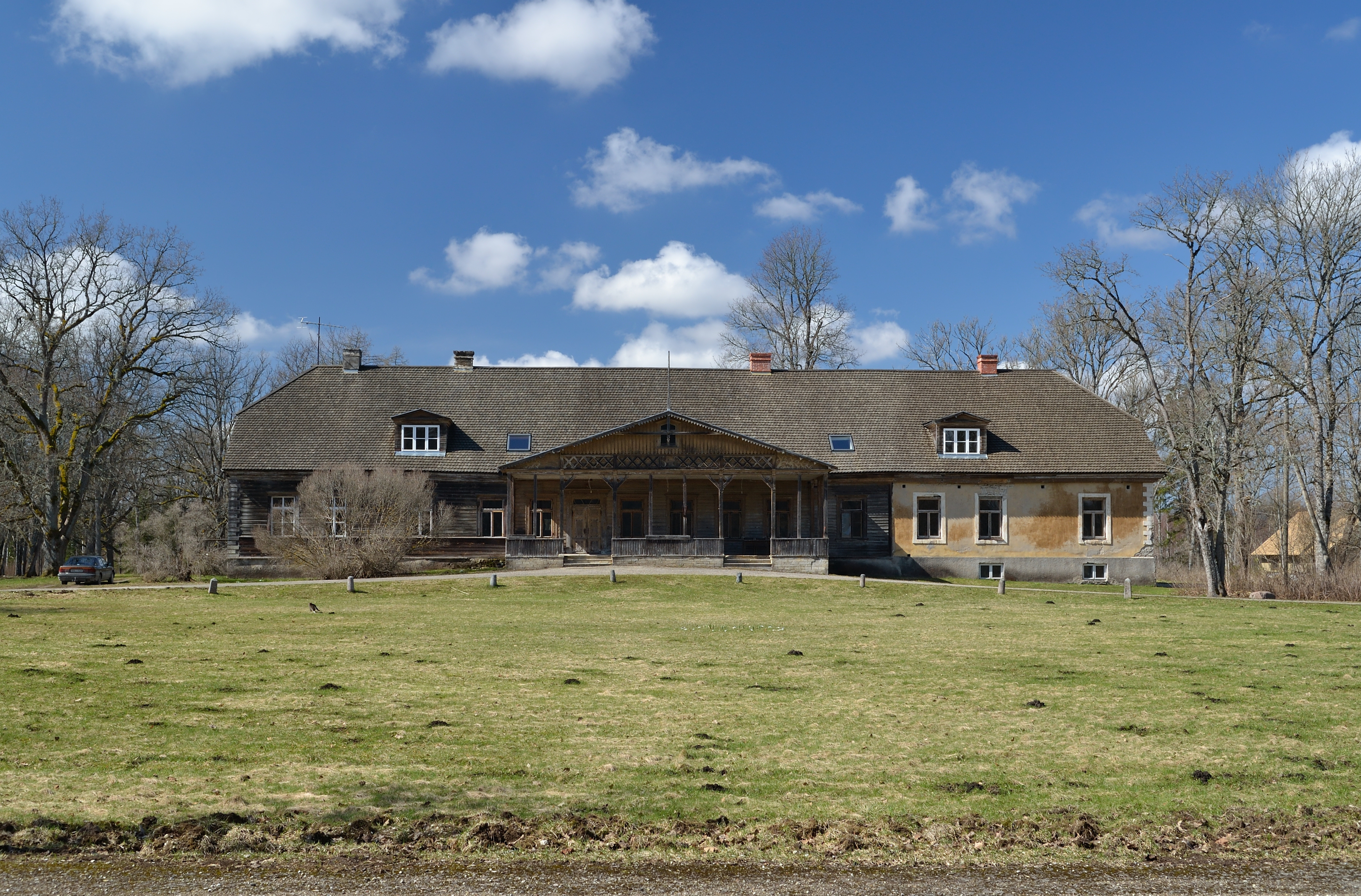
Esna
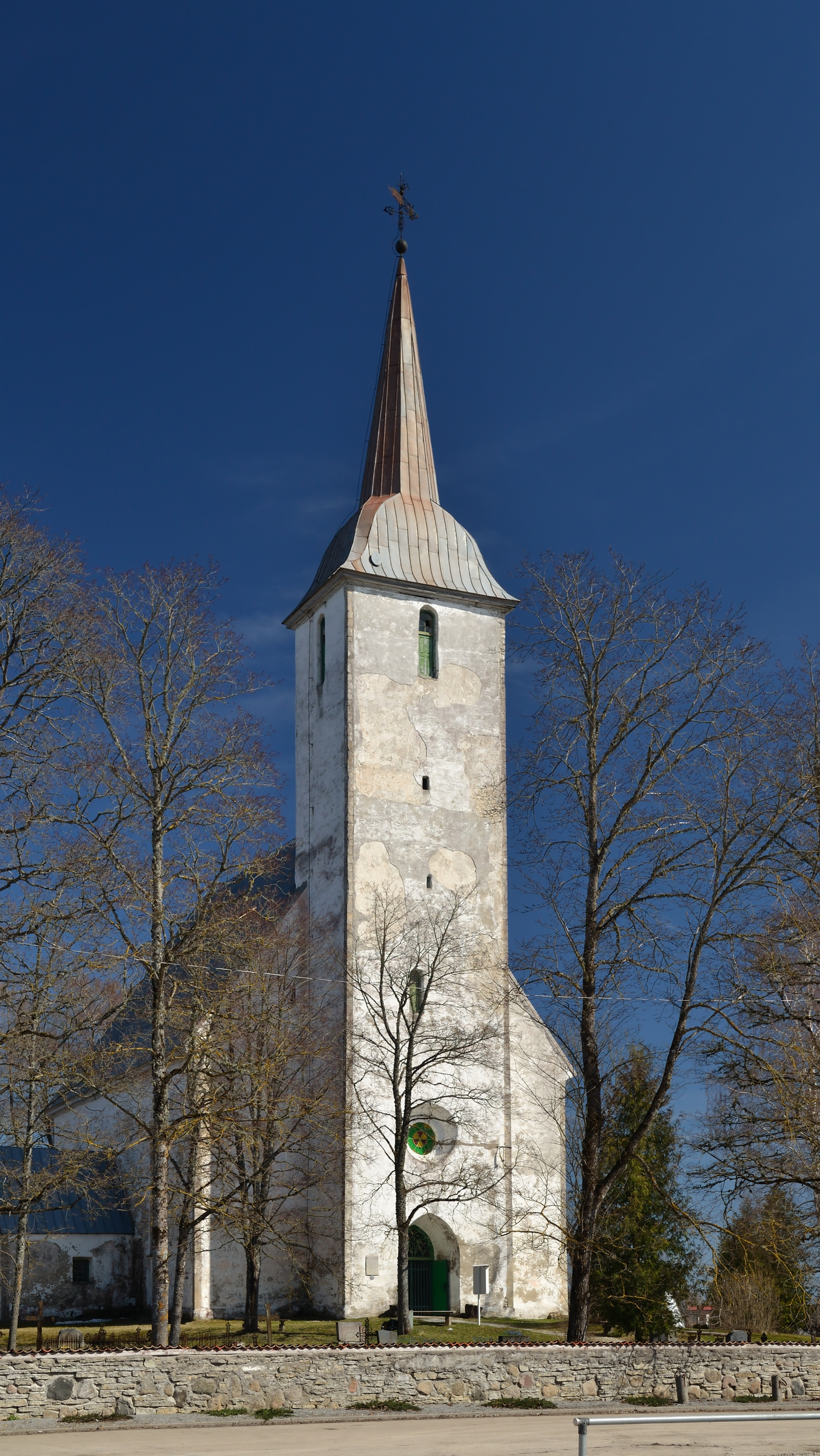
Koeru
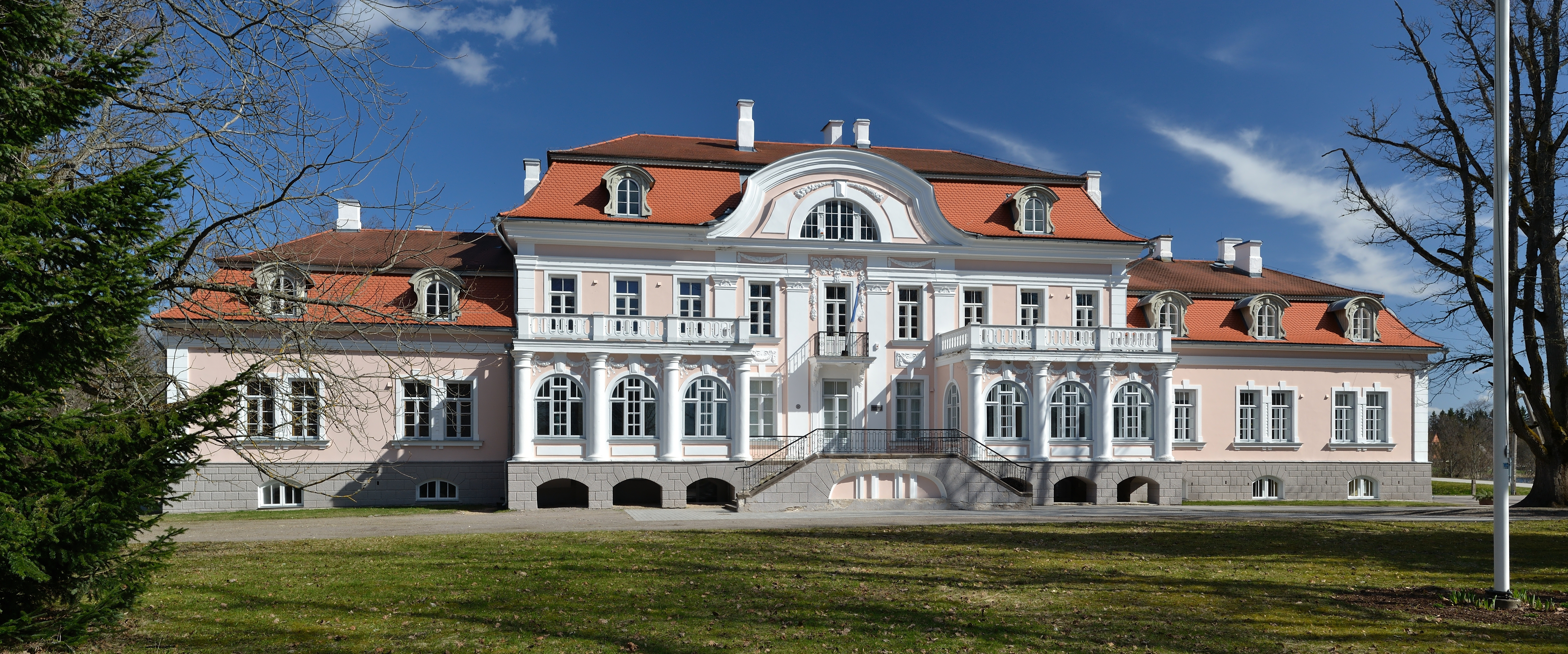
Laupa
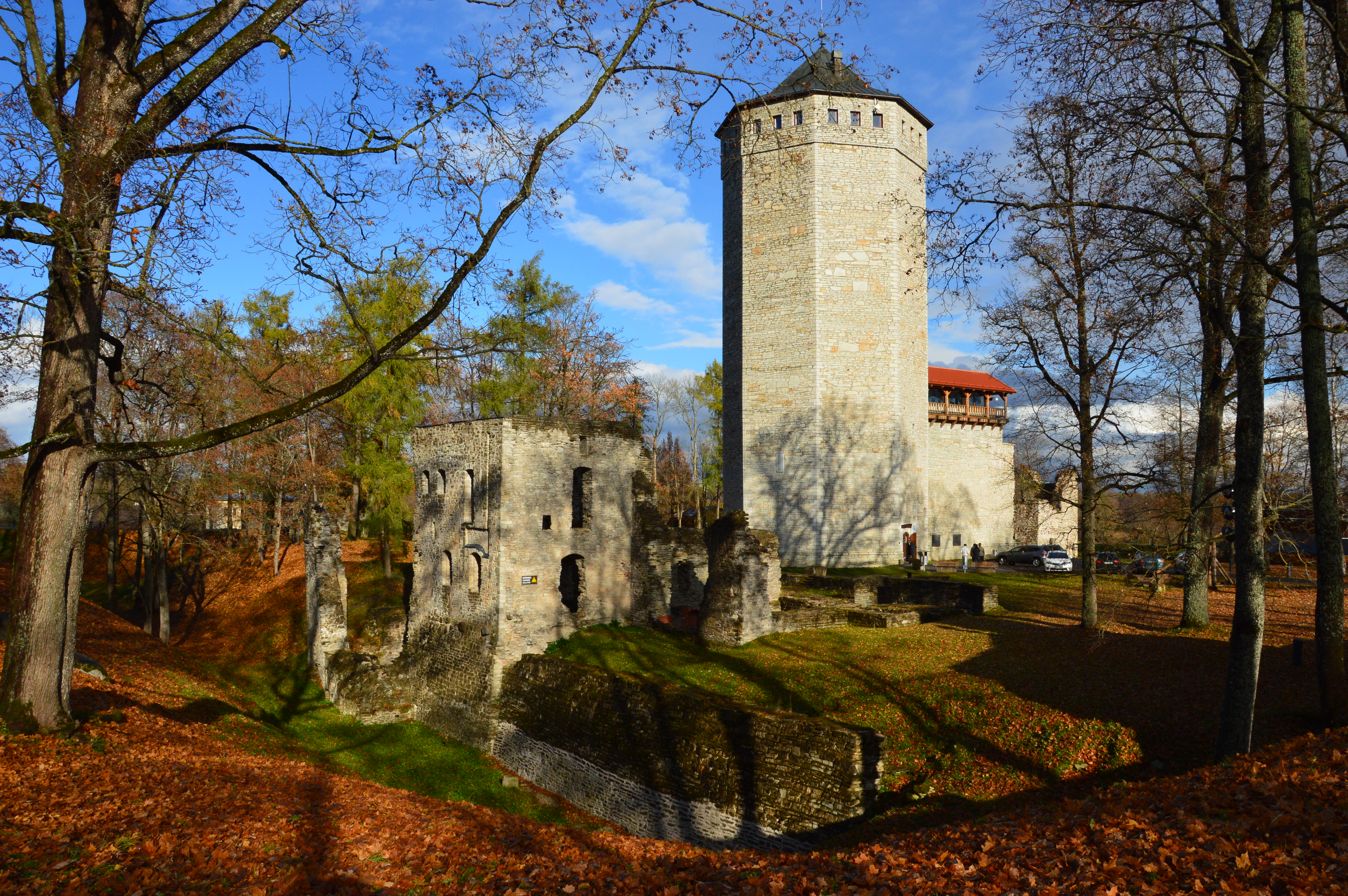
Paide
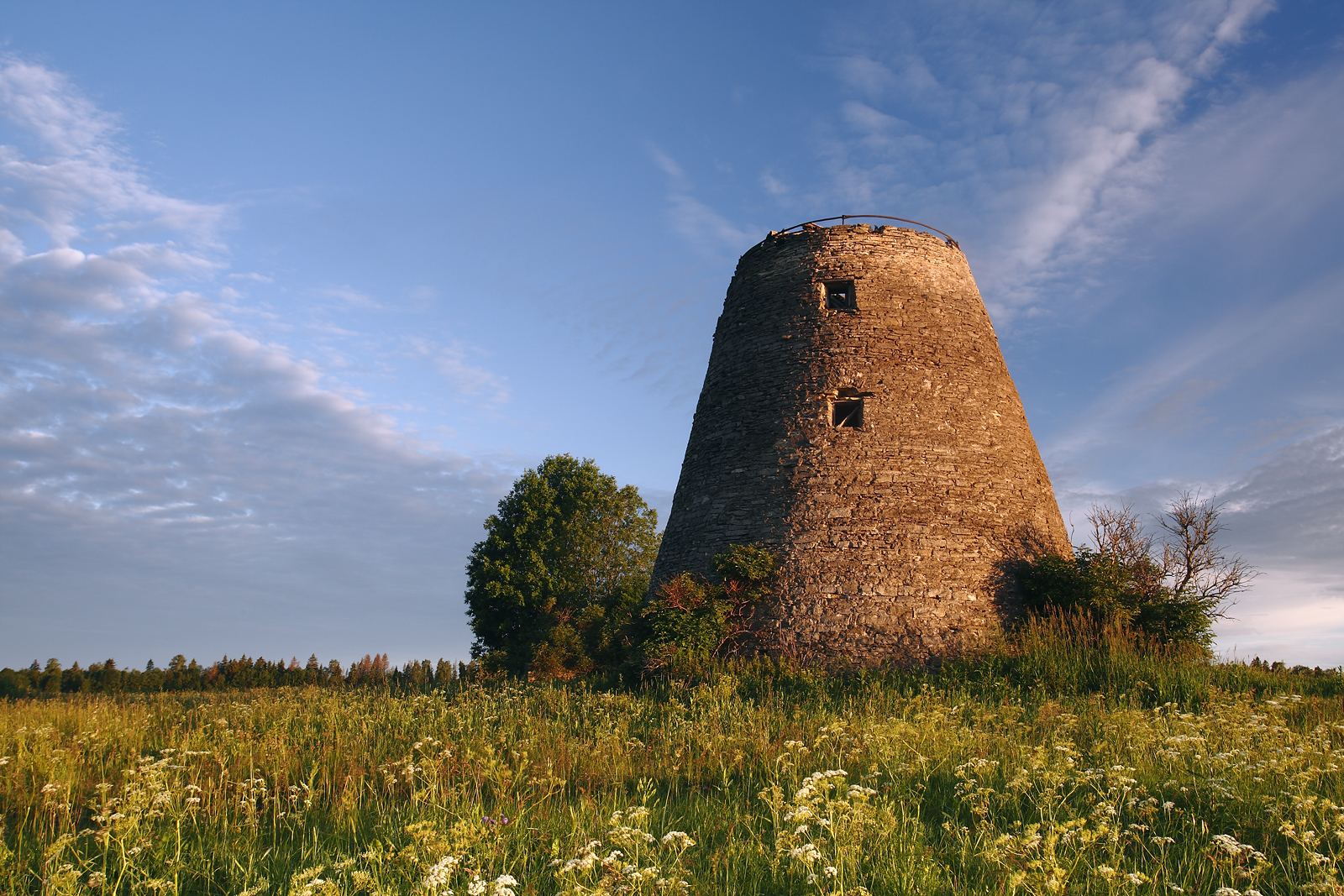
Ervita